# 王玄恕
王玄恕（？—621年），隋末唐初郑国皇帝王世充的二兒子，开明元年（619年）四月初十，被封为汉王，开明二年（620年）七月廿一，被派驻守洛阳含嘉城。
后王世充投降唐朝，被废为庶人，与兄弟子侄一同流放蜀地，途中王世充与兄王世恽都被仇家独孤修德所杀，其余兄弟子侄也在途中以谋反罪名伏诛。

## 大唐雙龍傳
王玄恕，黃易《大唐雙龍傳》的人物，隋末軍閥王世充的二兒子。與大哥王玄應的紈絝子弟性格截然不同，個性謙虛有禮，因此頗得寇仲信賴。在當李唐占領王世充的洛陽後，王玄恕是唯一一個跟隨寇仲逃離洛陽的王姓子弟，最後成為少帥國的一員，與陰顯鶴之妹陰小紀相戀。